# Baseball klub Velika Gorica
Baseball klub Velika Gorica "Bulls" je bejzbolski klub iz Velike Gorice.
Baseball klub Velika Gorica "Bulls" osnovan je krajem 2004. godine. Od 2005. godine igra u 1b ligi u seniorskoj konkurenciji.
Osnivači kluba su bili Tomislav Vitovski i Igor Uroić-Štefanko.